# Betaaltelevisie
Met het begrip betaaltelevisie wordt bedoeld dat kijkers een vast maandelijks of jaarlijks bedrag moeten betalen om televisieprogramma's te kunnen ontvangen. 
Betaaltelevisiezenders zijn voornamelijk ontwikkeld voor specifieke uitzendingen gericht op sport en film, waarvoor ze veel grotere uitzendrechten kunnen verwerven dan gratis zenders.
Om te voorkomen dat betaaltelevisie kan worden ontvangen door mensen die geen abonnementsgeld betalen, versleutelen de aanbieders van betaaltelevisie het signaal. Deze versleuteling wordt ook wel codering genoemd. Door het plaatsen van een Conditional Access Module (CAM) met smartcard in de Common Interface van het televisietoestel kan betaaltelevisie worden bekeken. Er wordt ook nog veel gebruikgemaakt van de settopbox om betaaltelevisie te ontvangen.
Een voorbeeld van betaaltelevisie via de satelliet is CanalDigitaal, een voorbeeld van digitale betaaltelevisie via de ether is Digitenne.